# Bill O'Reilly
William James "Bill" O'Reilly, Jr., född 10 september 1949 i New York, är en amerikansk journalist, programledare, opinionsbildare, författare och konservativ debattör.

## Biografi
O'Reilly var mellan 1989 och 1996 programledare för det tabloidinspirerade nyhetsprogrammet Inside Edition, som syndikeras i amerikansk tv.
Hans TV-program The O'Reilly Factor som sändes på Fox News Channel från 1996 fram till 2017 var det mest sedda nyhetsprogrammet på kabel-TV i USA. Programmet hade i genomsnitt drygt fyra miljoner tittare per kväll.
Han ledde tidigare även en radioversion av programmet med titeln O'Reilly Radio Factor. I april 2017 avskedade Fox News honom efter avslöjanden om flera fall av sexuellt ofredande.
O'Reilly beskriver sig själv som politiskt neutral och som en traditionalist, men anses oftast som konservativ av allmänheten.
Han har även publicerat ett antal böcker, bland annat Who's Looking Out For You? (2003) och Culture Warrior (2006) samt självbiografin A Bold Fresh Piece of Humanity (2008).